# Desafio 4x4 de Voleibol de Praia
Desafio 4x4 de Voleibol de Praia é um desafio internacional de voleibol de praia no qual um quarteto brasileiro, formado por uma dupla feminina e uma dupla masculina, enfrenta um quarteto americano. Em 2012, o desafio chegou a quinta edição.